# Metaserie

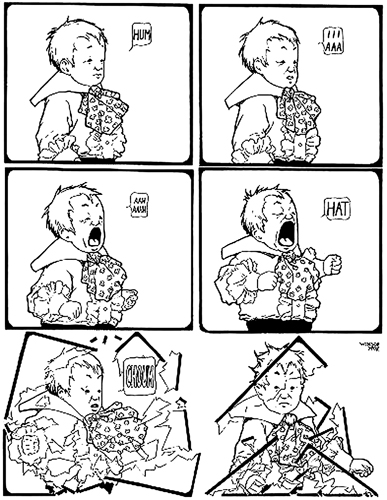
Titelfiguren i Little Sammy Sneeze (1904–1906) nyser så att serierutorna går sönder. Serie av Winsor McCay (1871–1934)

En metaserie är en metafiktiv tecknad serie. De kännetecknas av att fjärde väggen bryts och serien refererar till sig själv, serieformatet eller saker utanför berättelsens ramar. 
Ett bra exempel är Sams serie, där metaskämt är en del av själva konceptet. Metaskämt dyker vanligtvis upp i skämtserier, och det är få serieskapare som kan motstå frestelsen att lägga in ett meta- eller internskämt. Till mästare på området hör Mort Walker, Johnny Hart och Ernie Bushmiller. Milo Manaras Giuseppe Bergman-serie är en europeisk representant för genren, inspirerad av Luigi Pirandellos metadrama Sex roller söker en författare. Bland nordiska serier som innehåller metaskämt kan nämnas Mumintrollen och Herman Hedning.